# Gustav Matschl
Gustav Matschl (* 27. Dezember 1932 in Ogfolderhaid, heute Truppenübungsplatz Boletice; † 19. April 2012) war ein deutscher Politiker (CSU).

## Werdegang
Matschl wurde als Sudetendeutscher 1946 mit seiner Familie aus Tschechien ausgesiedelt und wuchs in Passau auf. Er machte sein Abitur am humanistischen Gymnasium in Passau und studierte Rechtswissenschaft in München und Köln, gefolgt von einer Referendarausbildung in Justiz und Verwaltung in Bayern. Er promovierte mit einer Dissertation aus dem Recht der Europäischen Gemeinschaften und des Völkerrechts. Nach seiner Zweiten juristischen Staatsprüfung war Matschl Staatsanwalt, Richter und Referent im Bayerischen Staatsministerium des Innern in der Obersten Baubehörde, bis er in den Landtag gewählt wurde.
1956 wurde Matschl Mitglied der CSU. Ab 1970 gehörte er dem Bezirksvorstand der CSU in München an. Von 1978 bis 1998 war er Abgeordneter des Bayerischen Landtags, stets direkt gewählt im Stimmkreis München-Bogenhausen. Matschl widmete sich zunächst der Kommunalpolitik, in späteren Jahren jedoch auch der Europapolitik. Er war verheiratet; seine Frau starb im Herbst 2011.

## „Retter des Friedensengels“
In Nachrufen wurde teilweise Matschl Leistung als „Retter des Friedensengels“ hervorgehoben: Als Anfang der 1980er-Jahre der Bogenhausener Friedensengel wegen Korrosionsschäden ins Museum eingelagert und die Figur durch eine Plastik-Replik ersetzt werden sollte, gründete Matschl zusammen mit seinem CSU-Parteikollegen Paul Reinhardt den „Förderkreis Friedensengel“. Sie organisierten unter anderem ein Fest am Friedensengel, um Geld für die Sanierung zu sammeln. Die Initiative war erfolgreich, das sogenannte Friedensengelfest wird auch heute noch jedes Jahr gefeiert.

## Ehrungen
- Bayerischer Verdienstorden